# Jacques Thomas Lahary
Jacques Thomas Lahary est un homme politique français né le 28 décembre 1752 à Capbreton et décédé le 13 mai 1817 à Pau.

## Biographie
Avocat à Bordeaux, il est secrétaire général du district de Bordeaux en 1790, puis secrétaire général du sceau de l’État par Louis XVI, au début de l'année 1792. Il démissionne le 1er août. Procureur de la commune de Bayonne, il est incarcéré sous la Terreur. Remis en liberté, il devient agent national du district de Dax. Commissaire du directoire exécutif au département de la Gironde en l'an VI, il est élu député au Conseil des Anciens le 27 germinal an VII. Rallié au coup d'État du 18 Brumaire, il est nommé membre du Tribunat. Chevalier d'Empire en 1808, il est député de la Gironde de 1810 à 1815.

### Sources
- « Jacques Thomas Lahary », dans Adolphe Robert et Gaston Cougny, Dictionnaire des parlementaires français, Edgar Bourloton, 1889-1891 [détail de l’édition]